# Meraklon
Meraklon® je obchodní označení pro polypropylenová vlákna a filamentové příze vyráběné italskou firmou stejného jména. 
Meraklon přišel na trh v roce 1960 jako jeden z prvních výrobků tohoto druhu.

## Vlastnosti
Vlákno je má hustotu pod 1 g/cm³, pevnost za sucha a za mokra až 60 cN/ tex, vysokou tažnost, izolační schopnost a odolnost proti žmolkování.

## Použití
Staplová vlákna 1,7 a 2,2 dtex/40 mm se používají hlavně k výrobě netkaných textilií na dětské pleny a hygienické zboží. 
Vlákna do 6,7 dtex s délkou do 90 mm jsou vhodná pro netkané geotextilie s vysokou odolností proti účinkům slunečního záření 
Z filamentových přízí se vyrábí především bytové textilie a sportovní oděvy.
Ke zvláštnostem patří dvojité pleteniny (polycolon) s vnitřní vrstvou z polypropylenu a vnější z bavlny na spodní prádlo pro zimní sporty. 
Pod značkou meraklon byly v posledních letech vyvinuty také speciální polyamidové příze na podlahové krytiny s vysokou odolností proti opotřebení. 